# زیردریایی اس-۷ (اتحاد جماهیر شوروی)
زیردریایی اس-۷ (اتحاد جماهیر شوروی) (به انگلیسی: Soviet submarine S-7) یک زیردریایی بود که طول آن ۷۷٫۸ متر (۲۵۵ فوت ۳ اینچ) بود. این زیردریایی در سال ۱۹۳۷ ساخته شد.